# Musée Oskar Reinhart « Am Römerholz »
La Collection Oskar Reinhart « Am Römerholz » est un musée d'art de la ville suisse de Winterthour, dans le canton de Zurich. La structure date de 1915, Maurice Turrettini en étant l'architecte. Oskar Reinhart (1885-1965) lui demanda de construire aussi une galerie pour abriter toute sa collection.

## Collections
Le musée possède une collection d'environ 200 œuvres. Elle comprend notamment des tableaux d’artistes français du XIXe siècle et du début du XXe siècle : David, Géricault, Ingres, Delacroix, Corot, Millet, Daumier, Courbet, Renoir, Sisley, Monet, Pissarro, Gauguin, Manet, Degas, Cézanne, Toulouse-Lautrec, van Gogh, Vuillard, Utrillo et Picasso.
La collection comprend également des toiles de maîtres baroques espagnols, flamands, français et italiens : Hans Holbein le Jeune, Grünewald, Hals, Lucas Cranach l'Ancien, Bassano, Rubens, Poussin, El Greco, Chardin, Goya, Fragonard, Lorrain, Quentin Massys, Gérard David, Francesco Guardi et Jacopo Tintoretto.
Le parc du musée comporte des statues de Renoir, Bourdelle et Maillol.
Le bâtiment, de même que ses collections, sont inscrites comme bien culturel suisse d'importance nationale.

## Artistes et œuvres

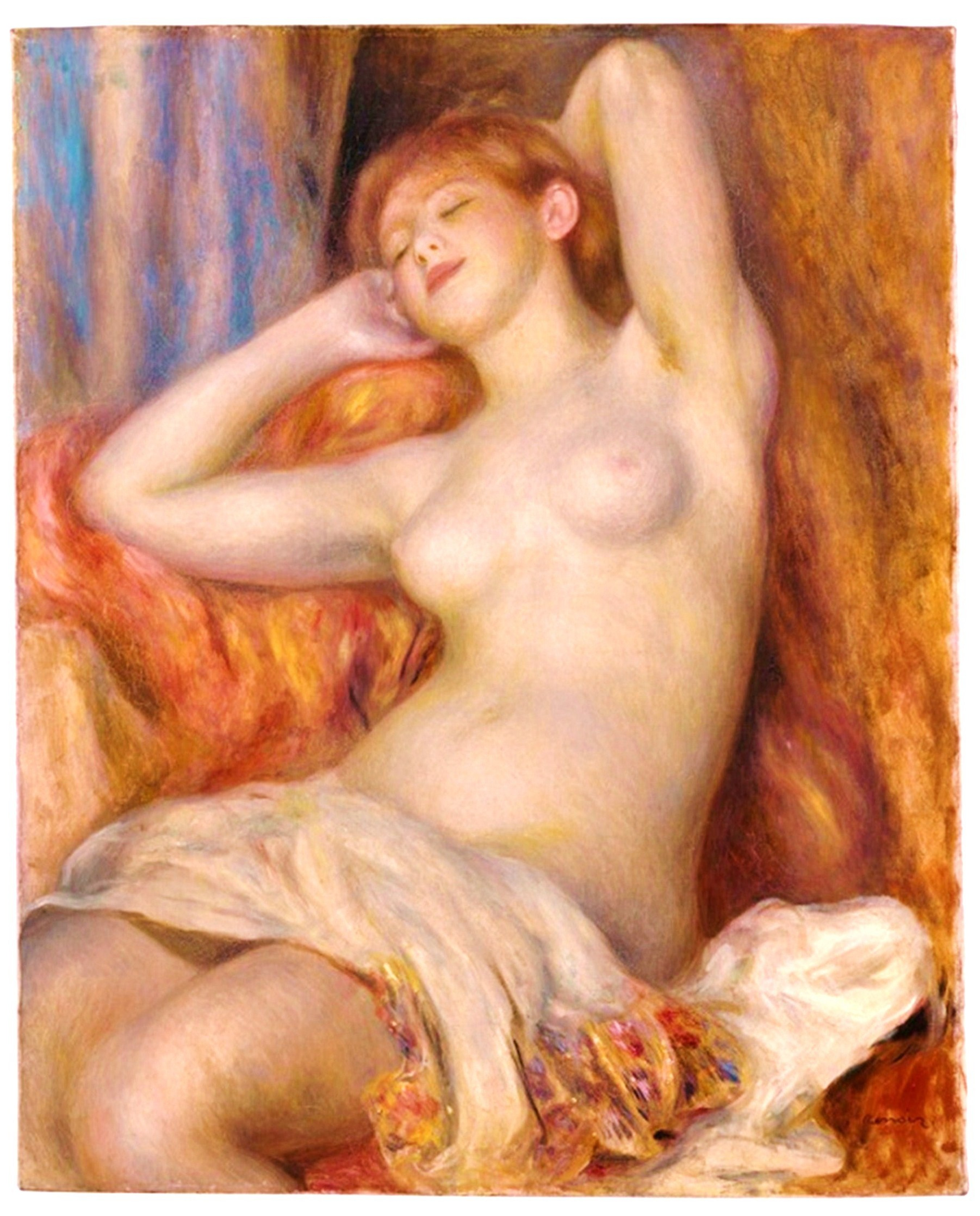
La baigneuse endormie de Renoir (1897). Le modèle serait Gabrielle Renard, la nourrice de Jean Renoir, ou Amélie Diéterle, la comédienne du théâtre des Variétés.

- Brueghel l'Ancien : Adoration des Rois Mages dans la neige
- Cranach l'Ancien : Portraits de Johannes et Anna Cuspinian
- Holbein : 1 toile : Portrait d'une Anglaise
- Metsys : 1 toile
- Hals : 1 toile : Enfant lisant
- Le Greco : 1 toile : Portrait du cardinal-inquisiteur Don Fernando Nino de Guevara
- Delacroix : 9 toiles
- Géricault : L'Aliéné
- Chardin : 4 toiles : Le Faiseur de châteaux de cartes
- Constable : 1 toile : La Mare de Branch Hill, Hampstead
- Corot : 9 toiles
- Courbet : 10 toiles dont Le Hamac
- Daumier : 9 toiles : Retour du marché
- Manet : 3 toiles : Au Café
- Monet : 1 toile : La Débâcle (Catalogue raisonné Wildenstein n°569)
- Degas : 1 toile : Danseuse dans sa loge
- Renoir : La Grenouillère, La baigneuse endormie
- Toulouse Lautrec : 1 toile : La Clownesse Cha-u-Kao
- Van Gogh : 
  - Le Dortoir de l'hôpital d'Arles
  - La Cour de l'hôpital d'Arles
  - Portrait d'Augustine Roulin
- Cézanne :
  - Le "Château Noir" entre les arbres
  - Pilon du Roi
  - Nature morte à la cruche en faience
- Picasso : Portrait de Fernandez de Soto

## Galerie

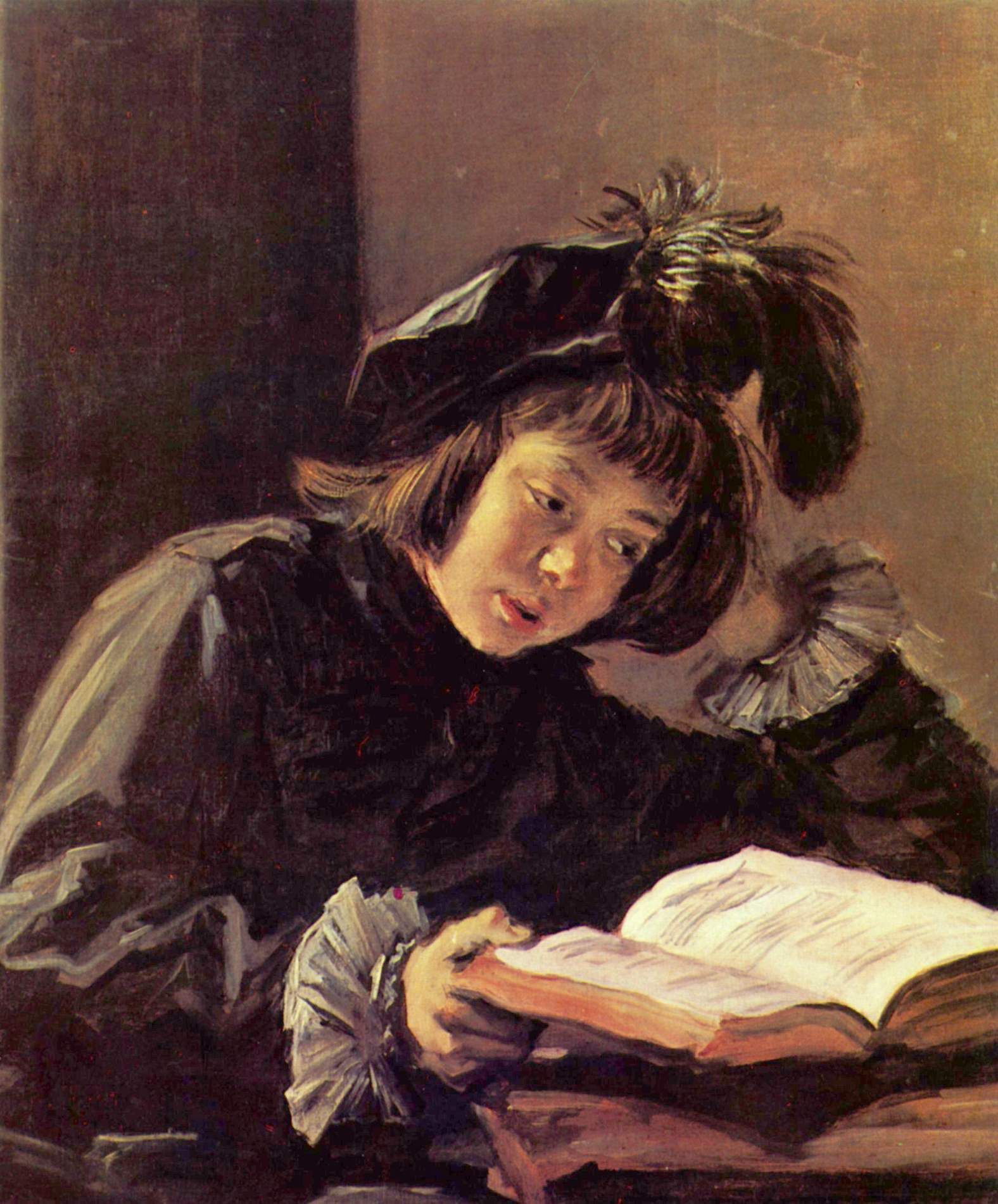
Frans Hals : Enfant lisant.
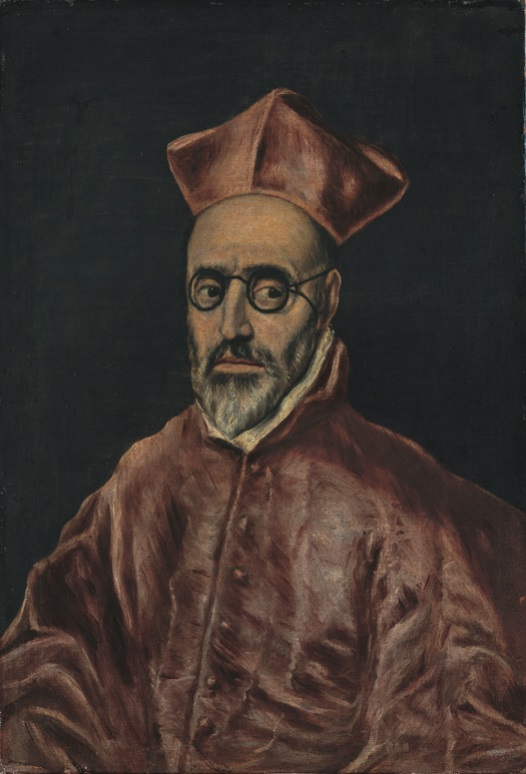
El Greco : Portrait du cardinal-inquisiteur Don Fernando Niño de Guevara.
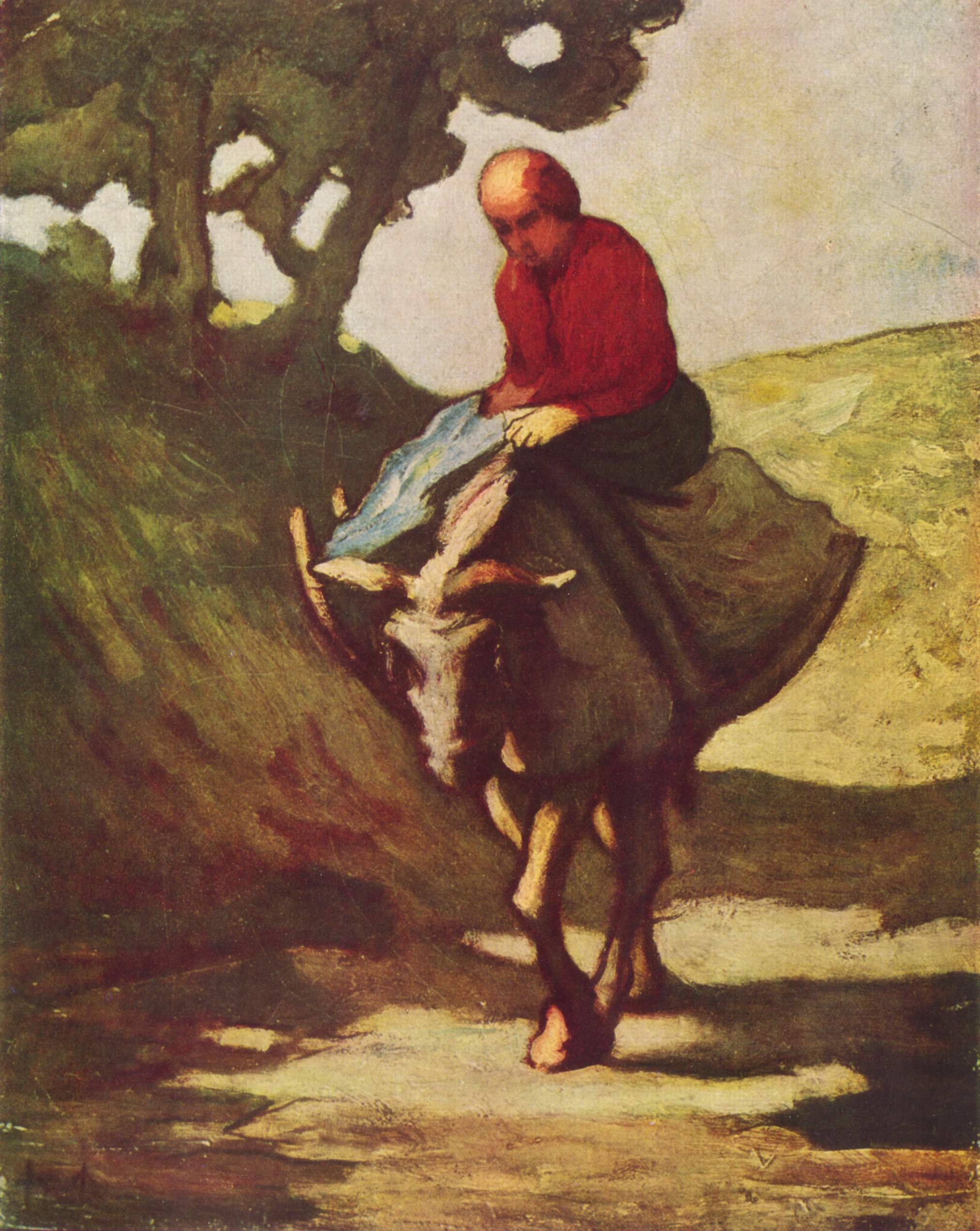
Honoré Daumier : Retour du marché.
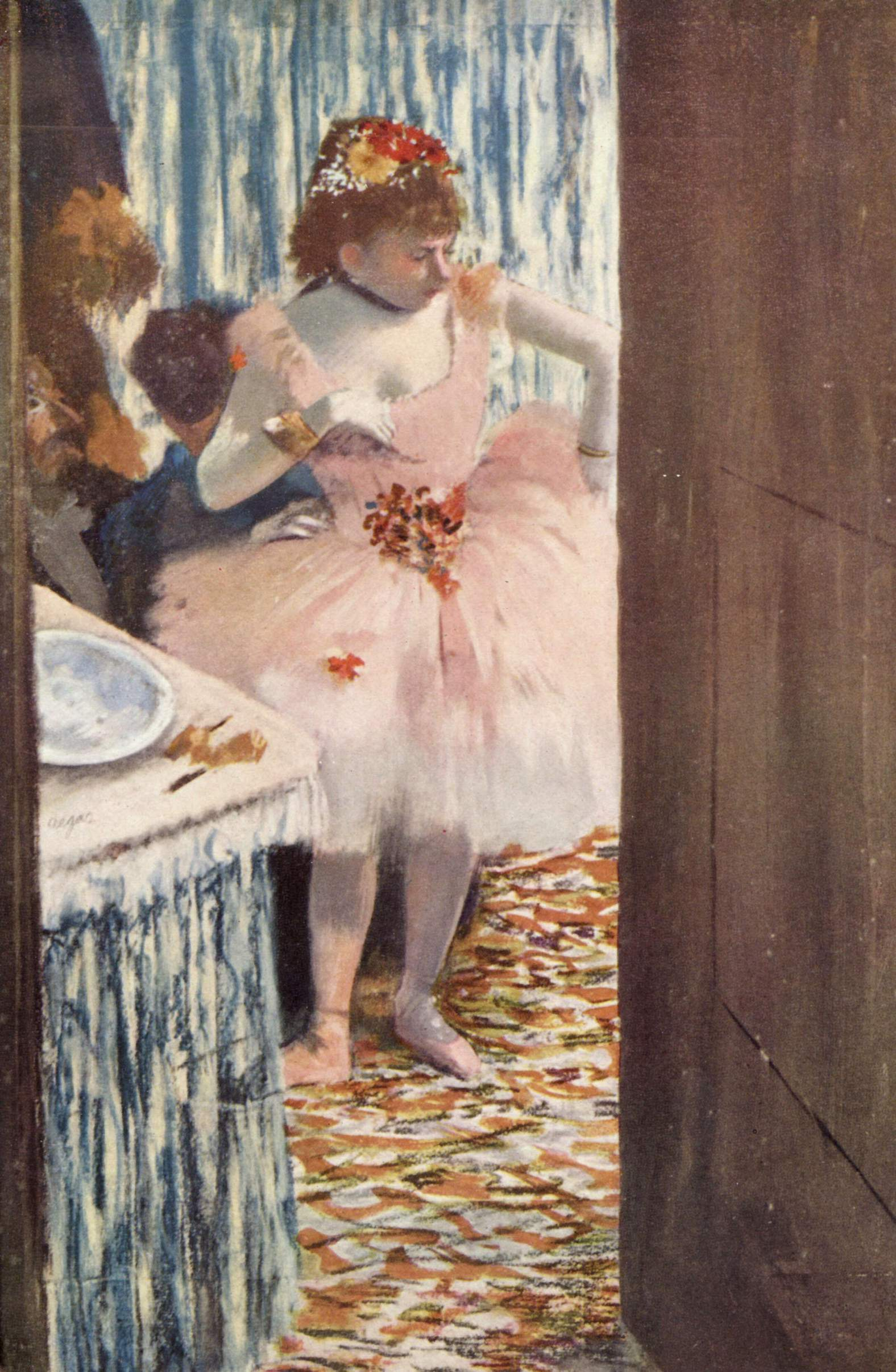
Edgar Degas : Danseuse dans sa loge.
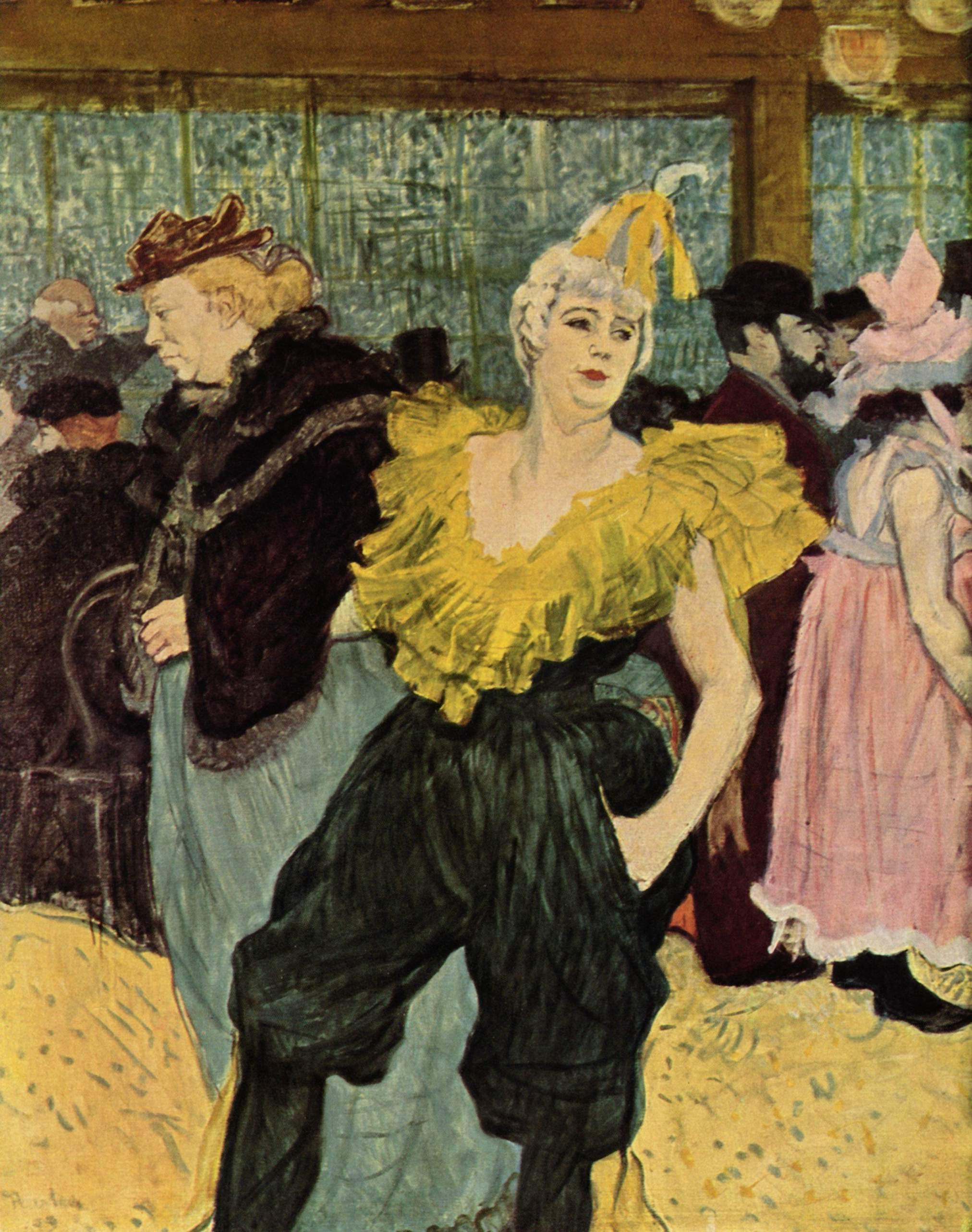
Henri de Toulouse-Lautrec : La clownesse Cha-U-Kao au Moulin Rouge.
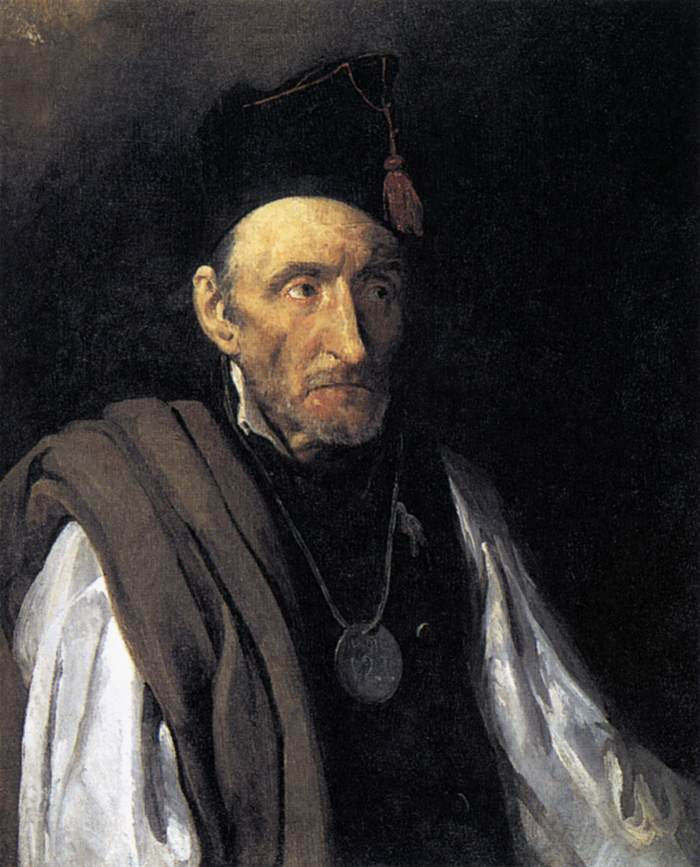
Géricault : L'Aliéné.
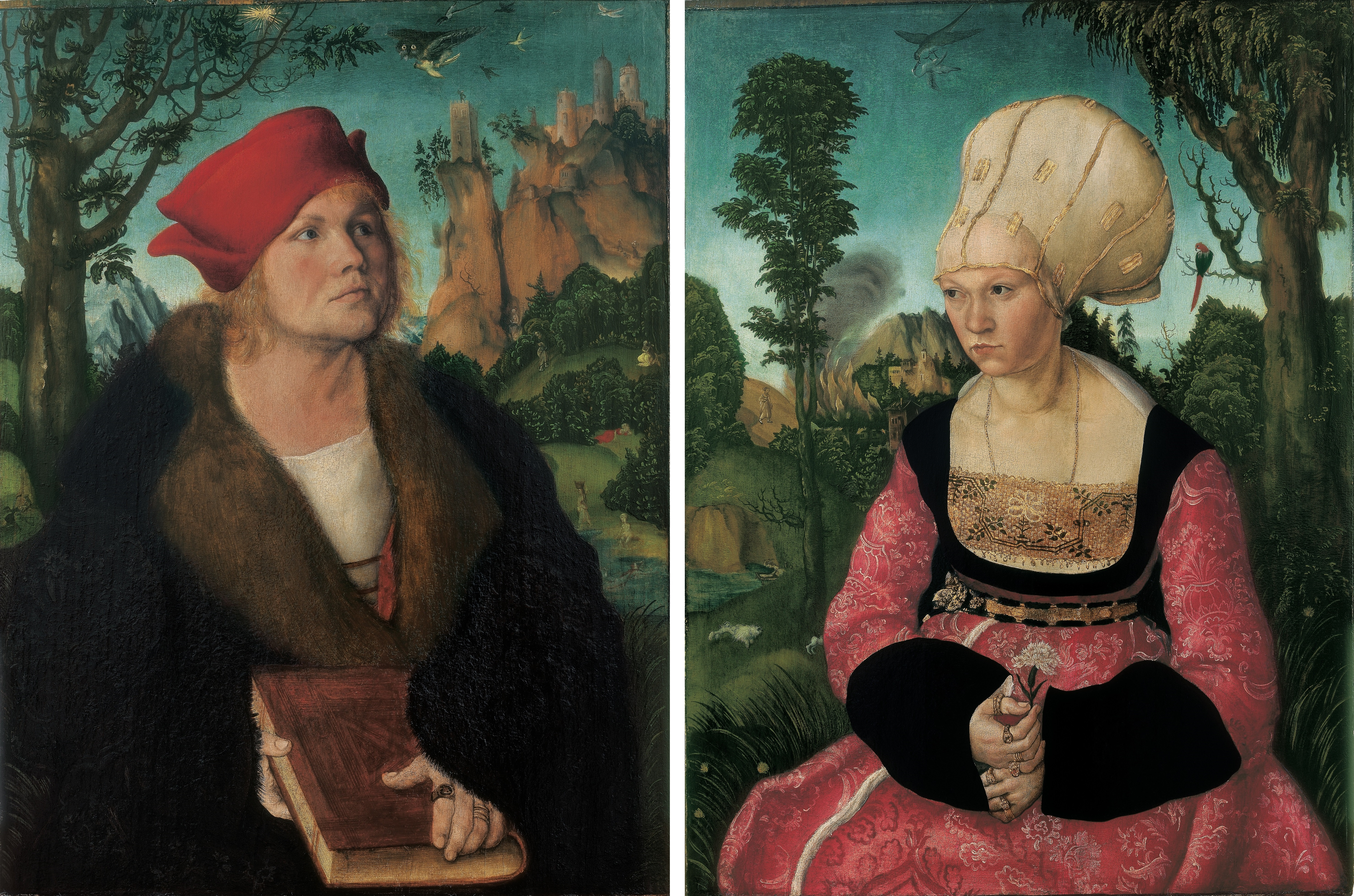
Cranach l'Ancien : Portraits de Johannes et Anna Cuspinian.

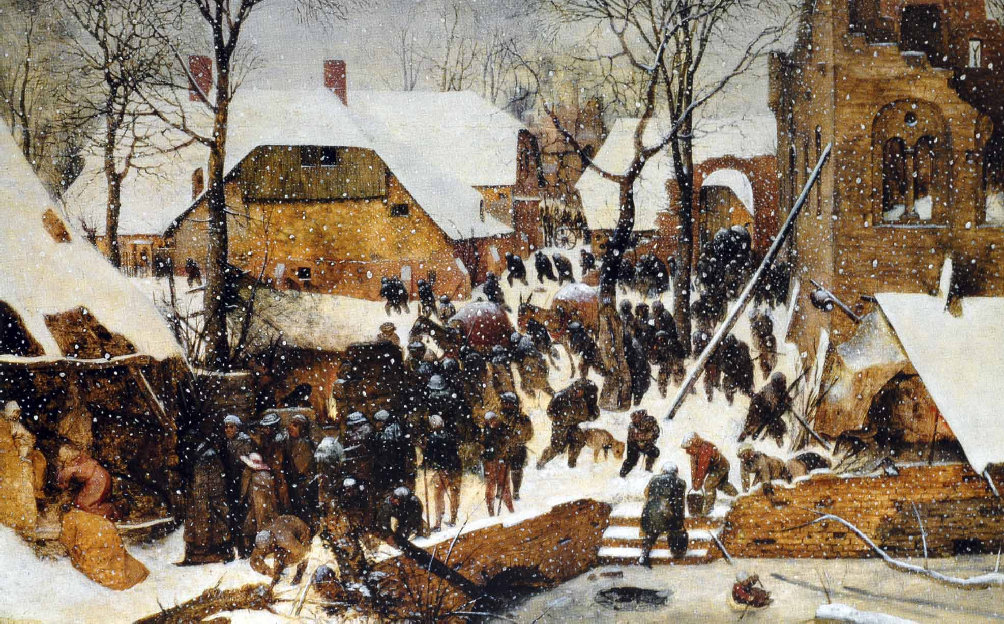
Brueghel l'Ancien : Adoration des Rois Mages dans la neige
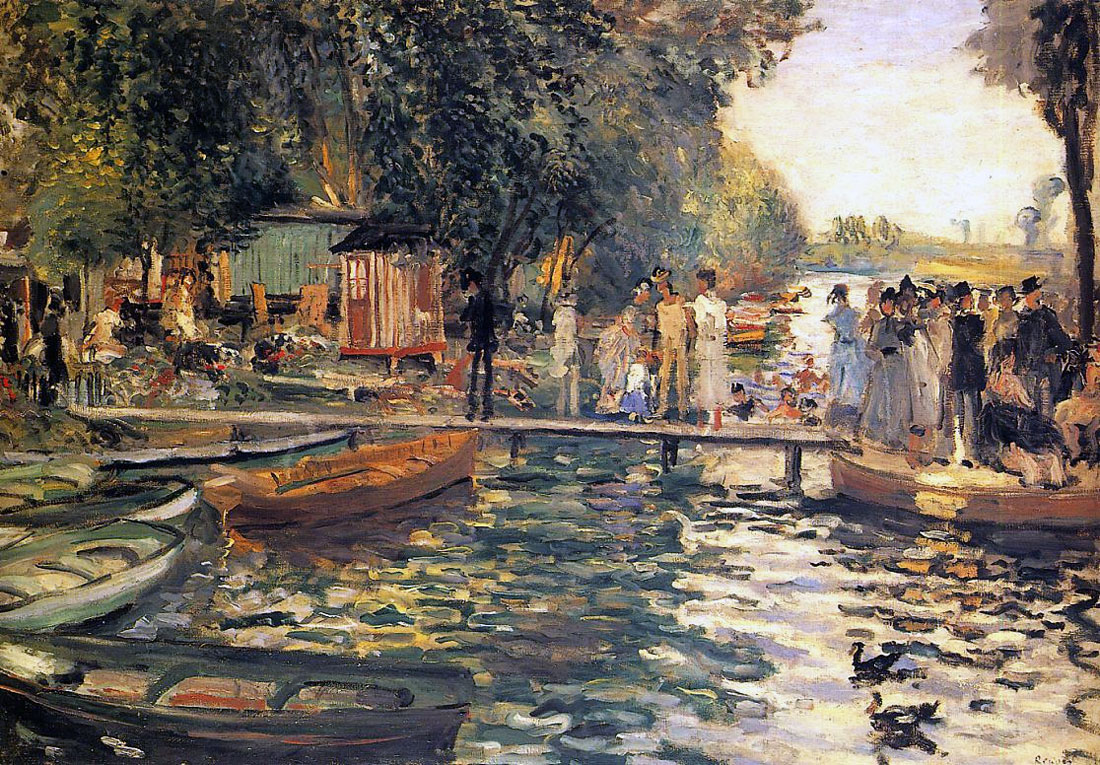
Renoir : La Grenouillère.
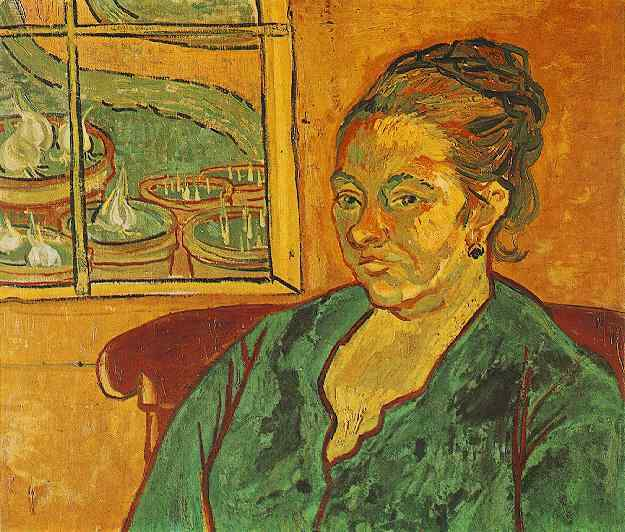
Van Gogh : Portrait d'Augustine Roulin.
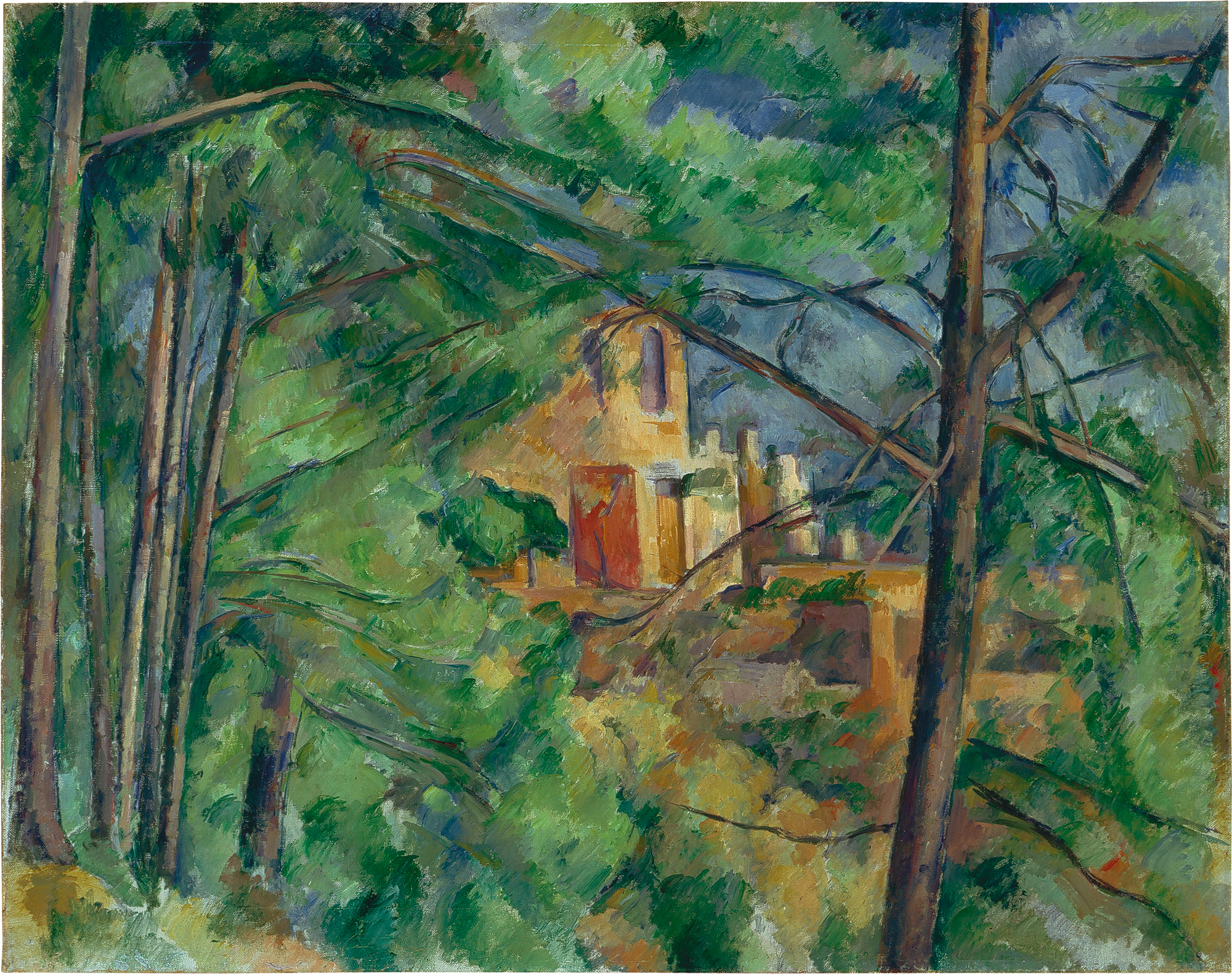
Paul Cézanne : Le « Château Noir » entre les arbres.
Édouard Manet : Au Café.